# 秋留台地
秋留台地（あきるだいち）は、東京都あきる野市東部にある台地である。

## 概説
島のような河岸段丘なので、地形は特殊。北の端は平井川、東の端は多摩川、南の端は秋川で、それぞれ川へ向かって標高が低くなっている。この川沿いには、崩落危険地帯が点在する。
西は関東山地なので、そこから東へ堆積し、その後に上記の3河川が浸食してできたものと推測できる。
この台地の一帯は、あきる野市で最も栄えている場所であるといえる。西部に秋川駅や住宅地、郊外型店舗が集まり、東部は学校や公園の他は畑になっている。